# تشهارمحال وبختياري (محافظة)

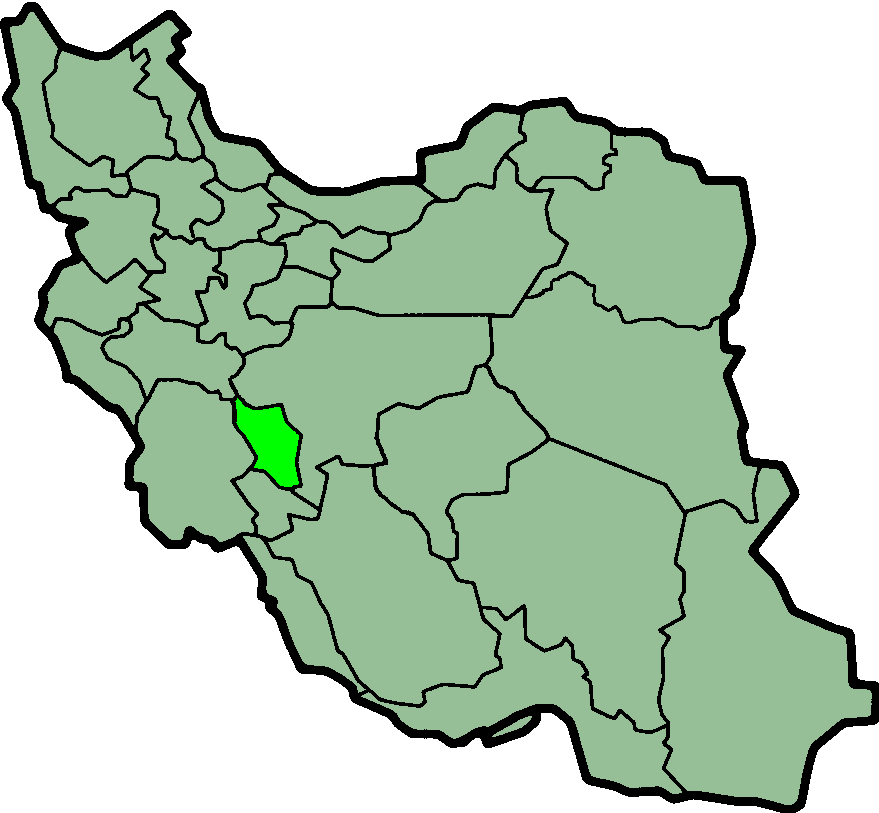

محافظة جهار محال وبختیاري (بالفارسية استان چهارمحال وبختیاری) هي إحدى محافظات إيران الإحدی والثلاثين. مركز المحافظة هي مدينة (شهركرد) أي مدينة الأكراد ويسكنها القبائل البختيارية من القومية الكردية.